# Matt Dunkley
Matthew Charles Dunkley (Croydon (Londen), 2 augustus 1964) is een Brits orkestrator, arrangeur en dirigent die een parallelle carrière ontwikkelde als film-, televisie- en theatercomponist. Dunkley heeft aan meer dan 190 films gewerkt, waaronder Black Swan, Inception, Moulin Rouge!, Mission: Impossible – Fallout, Judy en James Bond: NoTime to Die. Dunkley heeft gewerkt met artiesten zoals Massive Attack, Patti Smith, Badly Drawn Boy, Elliott Smith, Nick Cave en Catatonia. Hij bracht twee soloalbums uit, Six Cycles en Cycles 7-16, van zijn eigen klassieke composities.

## Carrière
Op 10-jarige leeftijd begon Dunkley trompet en vervolgens piano te spelen. Na zijn studie aan het London College of Music werd hij een aantal jaren professioneel trompettist en leraar, totdat zijn carrière veranderde in arrangeren, dirigeren en uiteindelijk componeren. 
In 1989 begon Matt Dunkley te werken als assistent van de filmorkestator Christopher Palmer, waar hij werkte aan zo uiteenlopende projecten als reconstructies van opnames van William Waltons filmmuziek, en opnieuw opnames van Conrad Salingers epische MGM muzikale orkestraties, uitgevoerd door Elmer Bernstein. Hij noemt Palmer de belangrijkste invloed op zijn carrière, met Palmers muzikale technische schittering en flair, gekoppeld aan een zeer strikte aandacht voor elk detail van een partituur en zijn superkritisch oor in de opnamestudio. Na de vroegtijdige dood van Chris Palmer werkte Matt een periode in de pop-opname-industrie aan strijkarrangementen voor artiesten zoals Dido, Melanie C, Tom Jones en Pet Shop Boys, en internationale artiesten als Mónica Naranjo, Eros Ramazzotti en Hooverphonic, evenals klassieke artiesten, José Carreras, Luciano Pavarotti, Russel Watson, Vanessa-Mae, Il Divo, Amici, Bond en Maxsim.
In 1994 begon Dunkley te werken met de Schotse componist Craig Armstrong. Ze werkten meer dan 20 jaar samen aan tal van filmprojecten, waarvan vele prijzen wonnen, waaronder een Golden Globe, 2 BAFTA Awards en 2 Ivor Novello Awards. Dunkley heeft ook georkestreerd en exclusief gedirigeerd voor de Indiase componist A.R. Rahman. Sinds 2009 regelt en dirigeert Matt elke film voor de filmcomponist Clint Mansell. Verder werkt hij regelmatig met veel van de meest erkende namen in filmsamenstelling: Hans Zimmer, Nicholas Britell, Joe Kraemer, Randy Edelman, Rolfe Kent, Rachel Portman, Tuomas Kantelinen, Ramin Djawadi en Henry Jackman. 
Hij componeerde de score voor The Four Musketeers, (D'Artagnan et les Trois Mousquetaires), geregisseerd door Pierre Aknine en met in de hoofdrol Emmanuelle Béart. De soundtrack is uitgebracht door Movie Score Media. Dunkley componeerde vervolgens de actiethriller Windkracht 10: Koksijde Rescue, geregisseerd door Hans Herbots. De film werd gekozen om het Film Fest Gent te openen. 
Dunkley heeft gewerkt aan tal van reclamecampagnes, met name de kerstcampagne 2016 van Sainsbury, waar hij een lied arrangeerde en produceerde geschreven door cabaretier en songwriter Bret McKenzie (Flight of the Conchords), uitgevoerd door James Corden en geregisseerd door bekroonde stop-motion animator Sam Fell . 
Naast zijn arrangerende werk is Dunkley schrijver van filmmuziek en muziek voor een breed scala aan televisie- en theaterprojecten. Hij scoorde een aantal netwerkseries voor de Britse tv, waaronder I Saw You, Rescue Me, Safe as Houses, Number 13 en Spirit Warriors.
In 2012 kreeg Dunkley de opdracht om Peter Pan: The Never Ending Story te componeren, een enorm muzikaal en theatraal tournee-extravaganza voor arena's gebaseerd op het J.M. Barrie-verhaal, dat nog steeds de wereld rondreist en overal speelt, van Wembley Arena tot Dubai. Voor hetzelfde productiebedrijf, Music Hall België, heeft Dunkley ook partituren gecomponeerd voor Flanders Fields, een toneelstuk met muziek die werd uitgevoerd op locatie Lijssenthoek Military Cemetery, en Cinderella: A Fairly True Story dat in première ging Singapore in 2015. 
In de danswereld heeft Dunkley muziek geschreven voor Royal Ballet-choreografe Charlotte Edmonds. Meta en Sink or Swim bevatten beide composities van Dunkley.
Kerst 2017 zag Dunkley de hele compositie van Pjotr Iljitsj Tsjaikovski herschikken naar De notenkraker (ballet) voor een nieuwe interpretatie van moderne dans, gechoreografeerd en geregisseerd door Giuliano Peparini, met productieontwerp door Franco Dragone, die in première ging in Brussel. In september 2018 dirigeerde Dunkley de première van een nieuw ballet, Hamlet, gecomponeerd door Henrik Skram, uitgevoerd door het Norwegian National Ballet in Oslo.
Dunkley heeft alle Britse toporkesten geleid, waaronder het London Philharmonic Orchestra, het London Symphony Orchestra, het Royal Philharmonic Orchestra, de London Sinfonietta, het City of Birmingham Symphony Orchestra, het Royal Scottish National Orchestra, het BBC Scottish Symphony Orchestra en The Chamber Orchestra of London, evenals internationale ensembles zoals het Los Angeles Philharmonic Orchestra (in de Hollywood Bowl), het Sydney Symphony Orchestra (in het Sydney Opera House), het Melbourne Symphony Orchestra, het Hong Kong Philharmonic Orchestra, het Czech Symphony Orchestra, het NRK Symphony Orchestra (Oslo), het Deutsche Filmorchester Babelsberg, het Brussels Philharmonic Orchestra, het Bulgarian Symphony Orchestra, het Macedonian Symphony Orchestra, het Praags Filharmonisch Orkest, het Mons Orchestra (Brussel), het North West Symphony (Seattle) en tal van topstudio-orkesten en koren in Londen en Los Angeles. 
Dunkley heeft twee solo-klassieke albums uitgebracht op het label Village Green. De albums Six Cycles en Cycles 7-16, zijn beide opgenomen met het Deutsche Filmorchester Babelsberg in Berlijn.

## Discografie

### Albums
- 2007: Heroes
- 2008: The 4 Musketeers
- 2012: Peter Pan: The Never Ending Story (met The Chamber Orchestra of London)
- 2016: Six Cycles
- 2017: Cycles 7-16

## Filmografie
| Jaar           | Titel                                 | Opmerkingen    |
| -------------- | ------------------------------------- | -------------- |
| 2000           | I Saw You                             | televisiefilm  |
| Safe as Houses | televisiefilm                         |                |
| 2002           | Rescue Me                             | televisieserie |
| 2005           | D'Artagnan et les Trois Mousquetaires | televisieserie |
| 2006           | Windkracht 10: Koksijde Rescue        |                |
| 2010           | Spirit Warriors                       | televisieserie |
| 2018           | We                                    |                |

## Overige producties

### Additionele muziek
Als additioneel componist
| Jaar | Titel             | Opmerkingen          |
| ---- | ----------------- | -------------------- |
| 2001 | Moulin Rouge!     | voor Craig Armstrong |
| 2018 | La fête des mères | voor Ronan Maillard  |
| 2018 | Stan & Ollie      | voor Rolfe Kent      |

### Dirigent
| Jaar | Titel                                                      | Opmerkingen                             |
| ---- | ---------------------------------------------------------- | --------------------------------------- |
| 1999 | Eye of the Beholder                                        | voor Marius de Vries                    |
| 2001 | The Invisible Circus                                       | voor Nick Laird-Clowes                  |
| 2002 | The Legend of Bhagat Singh                                 | voor A.R. Rahman                        |
| 2002 | The Quiet American                                         | voor Craig Armstrong                    |
| 2002 | Moonlight                                                  | voor Fons Merkies                       |
| 2003 | Kiss of Life                                               | voor Murray Gold                        |
| 2003 | The Sin Eater                                              | voor David Torn                         |
| 2003 | Warriors of Heaven and Earth                               | voor A.R. Rahman                        |
| 2004 | Hotet                                                      | voor Tuomas Kantelinen                  |
| 2004 | The Clearing                                               | voor Craig Armstrong                    |
| 2004 | Meenaxi: A Tale of Three Cities                            | voor A.R. Rahman                        |
| 2005 | Netaji Subhas Chandra Bose: The Forgotten Hero             | voor A.R. Rahman                        |
| 2005 | Mangal Pandey: The Rising                                  | voor A.R. Rahman                        |
| 2005 | Mother of Mine                                             | voor Tuomas Kantelinen                  |
| 2006 | Basic Instinct 2                                           | voor John Murphy                        |
| 2006 | Peaceful Warrior                                           | voor Bennett Salvay                     |
| 2006 | Open Seasen                                                | voor Ramin Djawadi                      |
| 2007 | Sunshine                                                   | voor John Murphy                        |
| 2007 | The Assassination of Jesse James by the Coward Robert Ford | voor Nick Cave en Warren Ellis          |
| 2008 | The Incredible Hulk                                        | voor Craig Armstrong                    |
| 2008 | The Dark Knight                                            | voor Hans Zimmer en James Newton Howard |
| 2008 | Sauna                                                      | voor Panu Aaltio                        |
| 2008 | The Children                                               | voor Stephen Hilton                     |
| 2008 | Caught in the Act                                          | voor Willie Dowling                     |
| 2009 | Safari                                                     | voor Martin Rappeneau                   |
| 2009 | Blood: The Last Vampire                                    | voor Clint Mansell                      |
| 2009 | The Road                                                   | voor Nick Cave en Warren Ellis          |
| 2009 | L'affaire Farewell                                         | voor Clint Mansell                      |
| 2009 | The Invention of Lying                                     | voor Tim Atack                          |
| 2009 | Couples Retreat                                            | voor A.R. Rahman                        |
| 2010 | Cemetery Junction                                          | voor Tim Atack                          |
| 2010 | Inception                                                  | voor Hans Zimmer                        |
| 2010 | Black Swan                                                 | voor Clint Mansell                      |
| 2010 | 127 Hours                                                  | voor A.R. Rahman                        |
| 2010 | Enthiran                                                   | voor A.R. Rahman                        |
| 2010 | Priest of Evil                                             | voor Tomi Malm en Jyrki Rahkonen        |
| 2010 | Faster                                                     | voor Clint Mansell                      |
| 2011 | The Devil's Double                                         | voor Christian Henson                   |
| 2011 | United                                                     | voor Clint Mansell                      |
| 2011 | Room 304                                                   | voor Jocelyn Pook                       |
| 2011 | On ne choisit pas sa famille                               | voor Jean-Philippe Goude en Ramon Pipin |
| 2012 | Grabbers                                                   | voor Christian Henson                   |
| 2012 | People Like Us                                             | voor A.R. Rahman                        |
| 2012 | The Dark Knight Rises                                      | voor Hans Zimmer                        |
| 2012 | 'Les seigneurs                                             | voor Guillaume Roussel                  |
| 2012 | Halo 4 (computerspel)                                      | voor Neil Davidge                       |
| 2013 | Stoker                                                     | voor Clint Mansell                      |
| 2013 | World War Z                                                | voor Marco Beltrami                     |
| 2013 | Half of a Yellow Sun                                       | voor Ben Onono en Paul Thomson          |
| 2013 | Filth                                                      | voor Clint Mansell                      |
| 2013 | Beyond: Two Souls (computerspel)                           | voor Lorne Balfe                        |
| 2014 | The Legend of Hercules                                     | voor Tuomas Kantelinen                  |
| 2014 | Pompeii                                                    | voor Clinton Shorter                    |
| 2014 | Noah                                                       | voor Clint Mansell                      |
| 2014 | Kochadaiiyaan                                              | voor A.R. Rahman                        |
| 2014 | The Hundred-Foot Journey                                   | voor A.R. Rahman                        |
| 2014 | Seventh Son                                                | voor Marco Beltrami                     |
| 2014 | Mohammad: The Messenger of God                             | voor A.R. Rahman                        |
| 2015 | The Gunman                                                 | voor Marco Beltrami                     |
| 2015 | Man Down                                                   | voor Clint Mansell                      |
| 2015 | High-Rise                                                  | voor Clint Mansell                      |
| 2015 | Halo 5: Guardians (computerspel)                           | voor Kazuma Jinnouchi                   |
| 2016 | Spark                                                      | voor Robert Duncan                      |
| 2016 | Nina                                                       | voor Ruy Folguera                       |
| 2017 | Viceroy's House                                            | voor A.R. Rahman                        |
| 2017 | The Boss Baby                                              | voor Hans Zimmer en Steve Mazzaro       |
| 2017 | Ghost in the Shell                                         | voor Lorne Balfe en Clint Mansell       |
| 2017 | Kaatru Veliyidai                                           | voor A.R. Rahman                        |
| 2017 | Loving Vincent                                             | voor Clint Mansell                      |
| 2017 | The Death of Stalin                                        | voor Christopher Willis                 |
| 2017 | Kingsman: The Golden Circle                                | voor Henry Jackman en Matthew Margeson  |
| 2017 | Only the Brave                                             | voor Joseph Trapanese                   |
| 2017 | Hexe Lillis eingesacktes Weihnachtsfest                    | voor Anne Kathrin Dern                  |
| 2018 | Hilfe, ich hab meine Eltern geschrumpft                    | voor Anne Kathrin Dern                  |
| 2018 | Mute                                                       | voor Clint Mansell                      |
| 2018 | Mission: Impossible – Fallout                              | voor Lorne Balfe                        |
| 2018 | Out of Blue                                                | voor Clint Mansell                      |
| 2018 | 2.0                                                        | voor A.R. Rahman                        |
| 2018 | Succession (televisieserie)                                | voor Nicholas Britell                   |
| 2019 | The Kid Who Would Be King                                  | voor Electric Wave Bureau               |
| 2019 | The Aftermath                                              | voor Martin Phipps                      |
| 2019 | Judy                                                       | voor Gabriel Yared                      |
| 2019 | Gemini Man                                                 | voor Lorne Balfe                        |
| 2019 | His Dark Materials (televisieserie)                        | voor Lorne Balfe                        |
| 2020 | Locke & Key (televisieserie)                               | voor Torin Borrowdale                   |
| 2020 | Rebecca                                                    | voor Clint Mansell                      |
| 2020 | Wonder Woman 1984                                          | voor Hans Zimmer                        |
| 2021 | Finding 'Ohana                                             | voor Joseph Trapanese                   |
| 2021 | No Time to Die                                             | voor Hans Zimmer                        |